# 常滑郵便局
常滑郵便局（とこなめゆうびんきょく）は愛知県常滑市にある郵便局。民営化前の分類では集配普通郵便局であった。局番号は21035。

## 概要

### 住所
- 〒479-8799：愛知県常滑市栄町1-83

### 分室

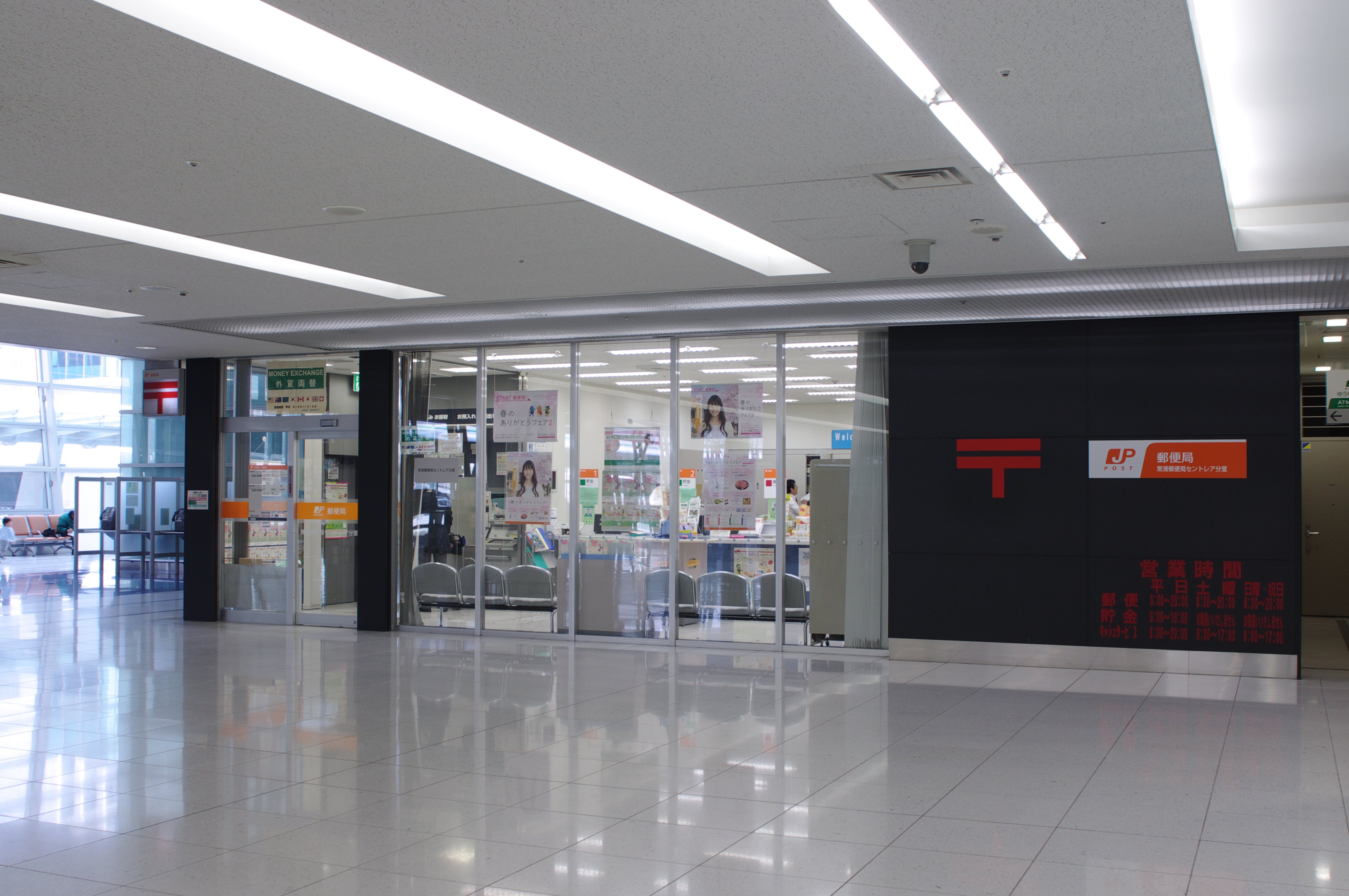
セントレア分室

- セントレア分室（北緯34度51分31.4秒 東経136度48分52.9秒 / 北緯34.858722度 東経136.814694度） - 中部国際空港ターミナルビル1階にある。2005年（平成17年）2月17日設置。無集配分室で、局番号は21035A。

## 沿革
- 1876年（明治9年）3月16日 - 常滑郵便局（五等）として開設[1]。
- 1880年（明治13年）12月16日 - 為替取扱を開始。
- 1881年（明治14年）2月1日 - 貯金取扱を開始。
- 1890年（明治23年）11月1日 - 常滑郵便電信局となる。
- 1903年（明治36年）4月1日 - 通信官署官制の施行に伴い常滑郵便局となる。
- 1955年（昭和30年）4月1日 - 風景入通信日付印の使用を開始[2]。
- 1961年（昭和36年）11月12日 - 電話交換、和文電報配達、国内欧文電報受付・配達、国際電報受付・配達の各業務を、常滑電報電話局に移管。
- 1963年（昭和38年）11月11日 - 特定郵便局から普通郵便局に局種別改定するとともに、常滑市字市場から同市字中郷に移転。同日、尾張大野郵便局および尾張西浦郵便局から集配業務を移管。
- 1984年（昭和59年）9月3日 - 小鈴谷郵便局から集配業務を移管。
- 1996年（平成8年）3月18日 - 常滑矢田簡易郵便局の一時閉鎖（同年6月30日に、閉鎖のまま廃止された）にともない、取扱事務を承継。
- 1999年（平成11年） - 外国通貨の両替および旅行小切手の売買に関する業務取扱を開始。
- 2005年（平成17年）2月17日 - 常滑市セントレア一丁目に、セントレア分室を設置[3]。
- 2007年（平成19年）10月1日 - 民営化に伴い、併設された郵便事業常滑支店に一部業務を移管。
- 2012年（平成24年）3月26日 - セントレア分室が貯金関連業務を廃止し、郵便専業分室となる[4]。
- 2012年（平成24年）10月1日 - 日本郵便株式会社の発足に伴い、郵便事業常滑支店を常滑郵便局に統合。

## 取扱内容

### 常滑郵便局
- 郵便、印紙、ゆうパック、内容証明
- 貯金、為替、振替、振込、国際送金、外貨両替・トラベラーズチェック、国債、投資信託
- 生命保険、バイク自賠責保険、自動車保険、変額年金保険
- ゆうちょ銀行ATM
- 「479-00xx」「479-08xx」区域（常滑市の全域）の集配業務
- ゆうゆう窓口

### セントレア分室
- 郵便、印紙、ゆうパック、内容証明

## 周辺

### 常滑郵便局
- 名鉄常滑駅
- 常滑市民文化会館
- 常滑警察署
- 常滑競艇場
- 国道155号
- 国道247号

### 常滑郵便局セントレア分室
- 中部国際空港
- 中部国際郵便局

## アクセス
- 名鉄常滑線 常滑駅から徒歩で約4分。
- 知多バス：常滑南部線または常滑線「やきもの散歩道西口」停留所下車。
- 知多横断道路（セントレアライン） 常滑ICから南西へ、もしくはりんくうICから東へそれぞれ約1.5km。
- 駐車場あり：21台